# Xinella huangshanensis
Xinella huangshanensis är en spindeldjursart som beskrevs av Ma och Wang 1991. Xinella huangshanensis ingår i släktet Xinella och familjen Tetranychidae. Inga underarter finns listade i Catalogue of Life.